# Atractocarpus longipes
Atractocarpus longipes är en måreväxtart som först beskrevs av Albert Charles Smith, och fick sitt nu gällande namn av Christopher Francis Puttock. Atractocarpus longipes ingår i släktet Atractocarpus och familjen måreväxter.
Artens utbredningsområde är Fiji. Inga underarter finns listade i Catalogue of Life.